# Vin volcanique

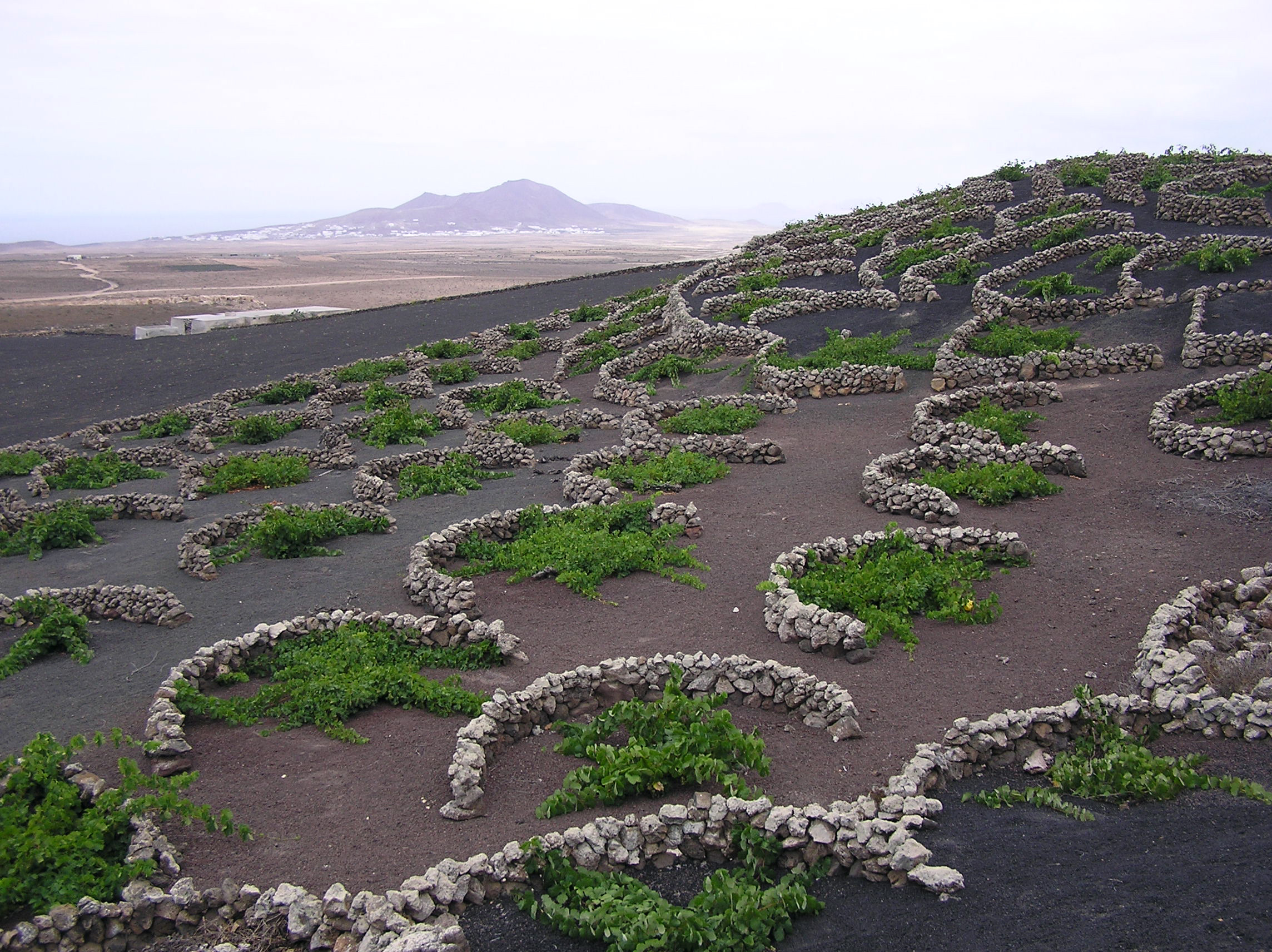
Vignoble La Geria à Lanzarote aux Canaries (Espagne).

Un vin volcanique ou vin de volcan est un vin issu d'un vignoble situé sur un sol d'origine volcanique. Ce type de vignobles existent en Europe, notamment en Italie, près de l'Etna et du Vésuve, en Grèce, aux Canaries, aux Açores et en France dans la région des volcans d'Auvergne où il existe une AOC Côtes-d'auvergne. On recense également des vignobles volcaniques sur les autres continents comme à Hawaï, en Californie ou au Cap-Vert par exemple.

## Présentation et définition
En 2020, les organisateurs du premier salon Vinora, consacré à la présentation des vins d'Auvergne, tentent également de promouvoir des vins volcaniques. L’association organisatrice a, dès lors, lancé la toute première étude de caractérisation des vins volcaniques, en partenariat avec des spécialistes tels que Christian Coelho, maître de conférences à VetagroSup Lempdes, Benoît Marsan, enseignant chercheur en chimie du vin à l’Université du Québec à Montréal et John Szabo, maître sommelier et journaliste, spécialiste mondial des vins volcaniques.
L'association Vinora travaille également sur la création d’un label « vins volcaniques ». En parallèle, une étude lancée par des experts français, canadiens et américains, vise à déterminer l'influence des sols basaltiques sur le vin.
Selon l'expert John Szabo:
« Les caractéristiques des vins volcaniques sont plurielles. C’est une famille de vins avec des cépages différents, des climats différents, des cultures différentes : une variété fascinante ! »
Les sols volcaniques laissent généralement mieux circuler l'eau et sont riches en minéraux. Il en résulte des petites grappes plus acides et moins fruitées, et des vins généralement plus concentrés.

## Histoire
Durant l'époque romaine les vignobles de la région de Pompéi, sur les pentes du Vésuve dont l'éruption en 79 détruisit la ville, produisaient un vin déjà renommé.
En janvier 2020, la première édition du Salon International des Vins Volcaniques est organisée à Vulcania en Auvergne par l'association Vinora.

## Terroirs et vignobles volcaniques

### Afrique

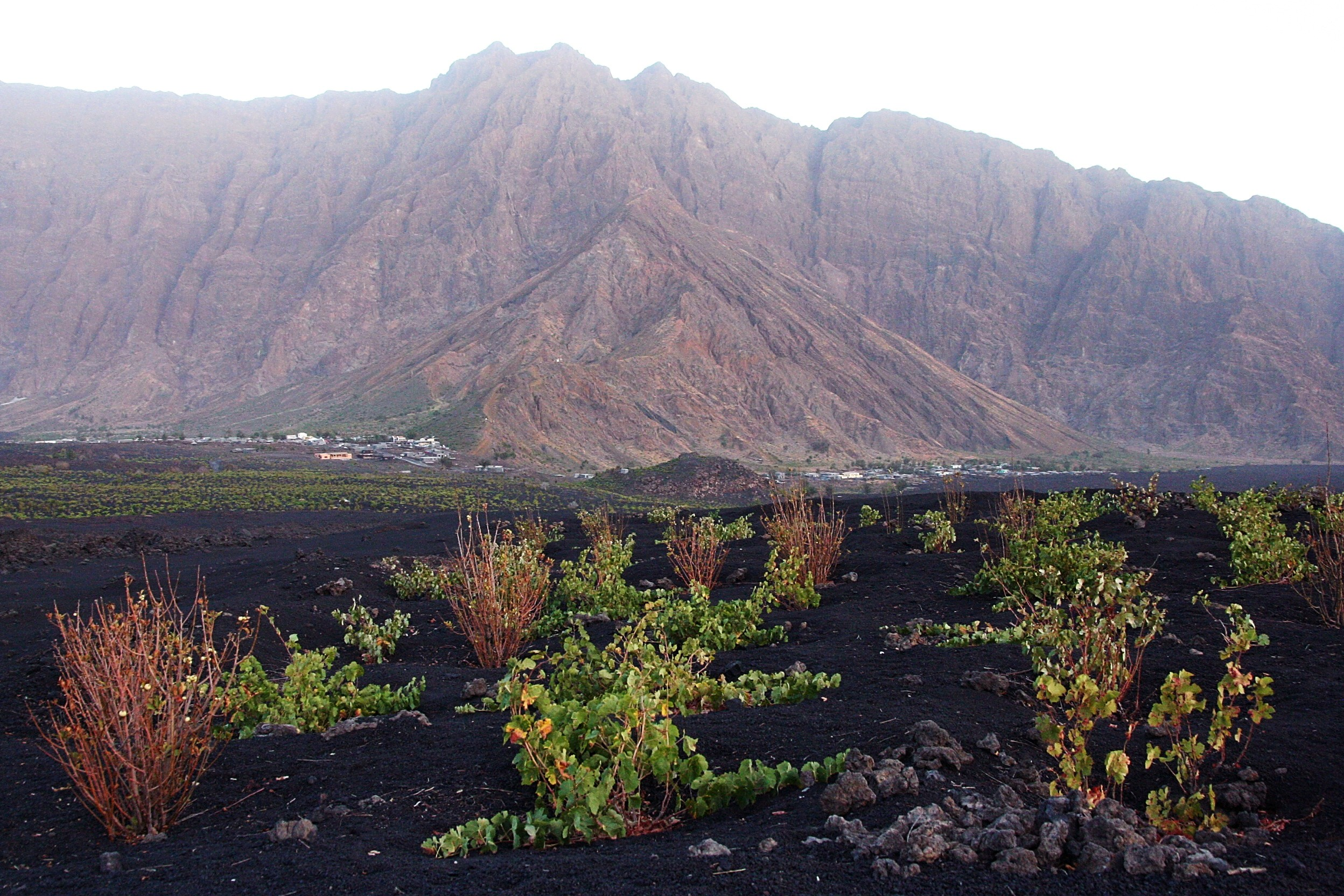
Vignes sur laves volcaniques à Chã das Caldeiras (Cap-Vert).

- Cap-Vert

### Amérique du Nord
- Californie
- Oregon
- Washington

### Amérique du Sud
- Chili : Le Bodega Volcanes de Chile (apparenté au Cabernet Sauvignon). Des vignes situés sur des terres volcaniques de la Province de Cachapoal au Chili, proche de deux volcans de la région, San José et Tinguiririca[7].

### Asie

#### Arménie
- Région d'Armavir.

#### Israël
- Plateau du Golan.

### Europe

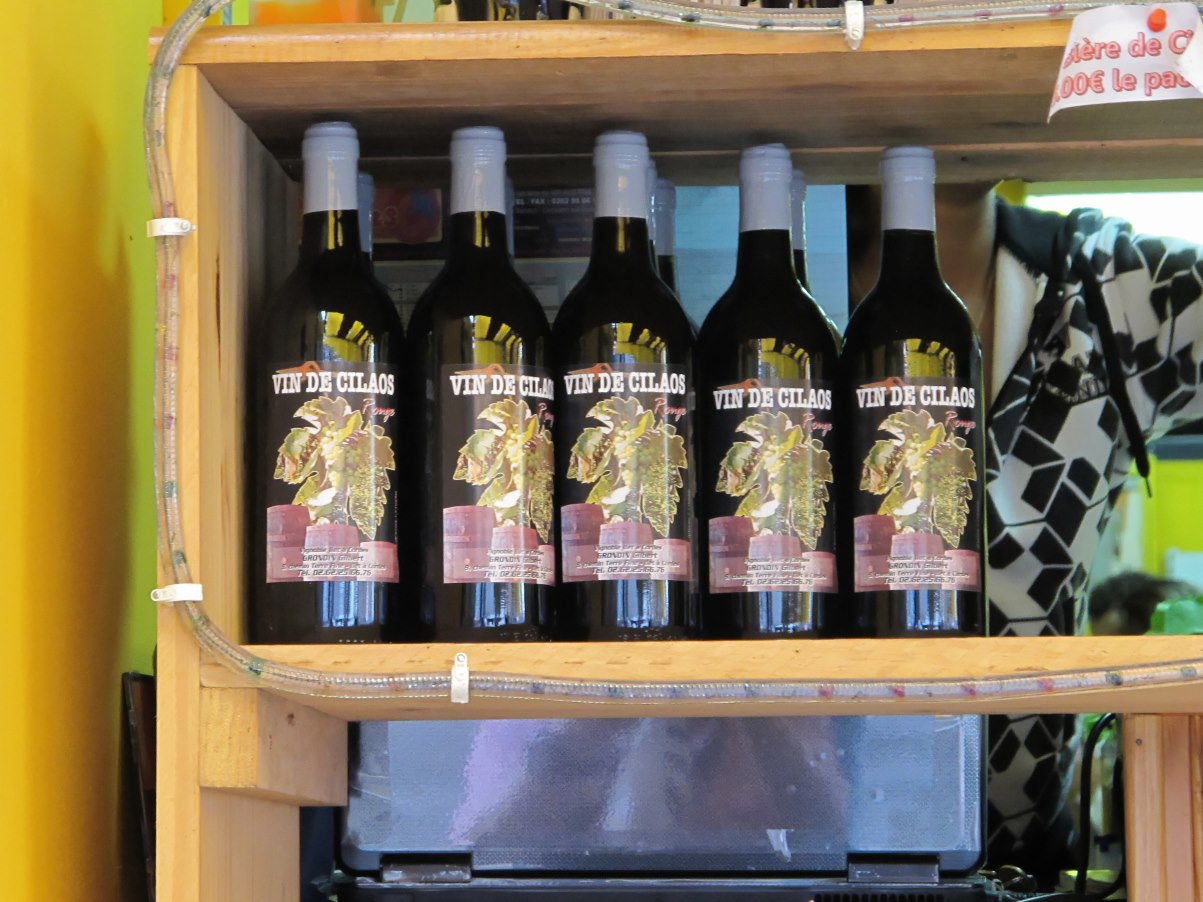
Bouteille du vin de Cilaos (Réunion).

#### France
- Les vins des volcans d'Auvergne, connus sous l'appellation des côtes-d'auvergne, dont le vignoble fut planté dans le secteur de la Chaîne des Puys, dès le Ve siècle[8]. L’association Vinora, qui fédère des vignerons auvergnats, a organisé à Clermont-Ferrand le premier salon international des vins volcaniques[9] à la fin du mois de janvier 2020.
- Grand Cru Rangen en Alsace.
- Les vins de La Réunion ; et singulièrement le cilaos, vin de montagne cultivé au centre de l'île dans le cirque volcanique de Cilaos, à une altitude comprise entre 600 et 1 300 mètres[10].

#### Italie
Basilicate
- Aglianico del Vulture en Basilicate.

Campanie
- Campi Flegrei.
- Irpinia.
- Vésuve : L'alliance du microclimat et des sols volcaniques de la région du Vésuve permet au vignoble du Vésuve de produire des vins de grande qualité, reconnus mondialement. Les vignes de ce vignoble sont cultivées sur les pentes du volcan, entre 50 et 400 m d'altitude. Le plus célèbre de ses vins est le Lacryma Cristi (larme du Christ), doté d’une AOC depuis 1983. Il existe en version bianco (blanc), bianco spumante (blanc pétillant), bianco liquoroso (liquoreux), rosso (rouge) et rosato (rosé)[11].

Etna
Le vignoble de l'Etna se situe en Sicile, au pied du volcan éponyme toujours actif. Très ancien, ce vignoble s'étend sur un sol gorgé de cendres volcaniques et a pour particularité d'être sis en terrasse sur un terrain dit en taille de gobelet qui empêche toute mécanisation. Ce vignoble est reconnu pour la qualité œnologique des vins qu'il produit.
Îles Éoliennes
- Îles Éoliennes[13].

Île Pantelleria
- L'île Pantelleria et son Moscato passito di Pantelleria.

Latium
- Vins du Latium.

Piémont
- Alto Piemonte de la région du Piémont.

Vénétie
- Breganze, Lessini, Soave, Soave Classico, Soave Superiore, Recioto di Soave en Vénétie.

#### Espagne

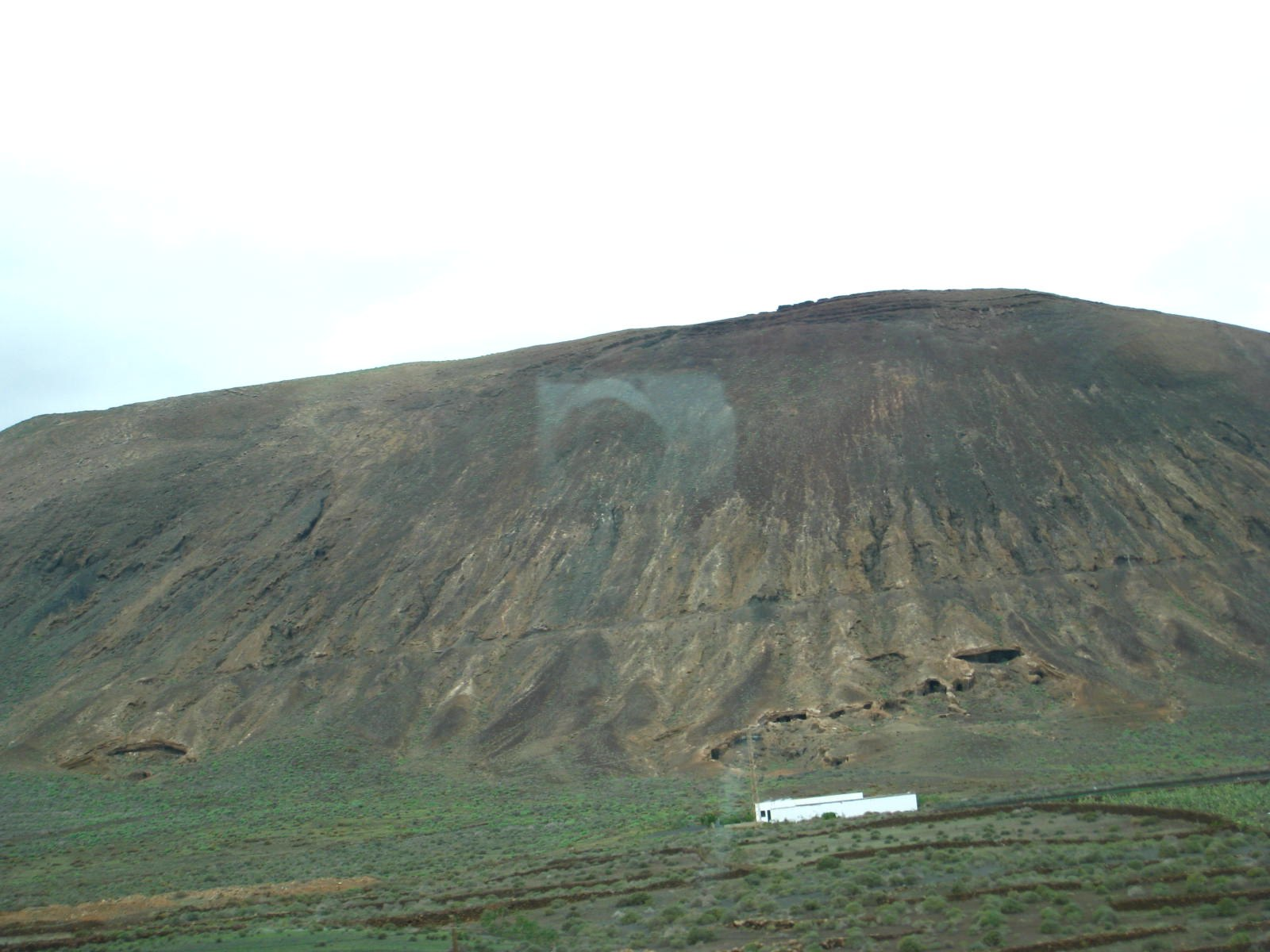
Vignoble dominé par un volcan à Lanzarote aux Canaries (Espagne).

- Îles Canaries[14].

#### Portugal

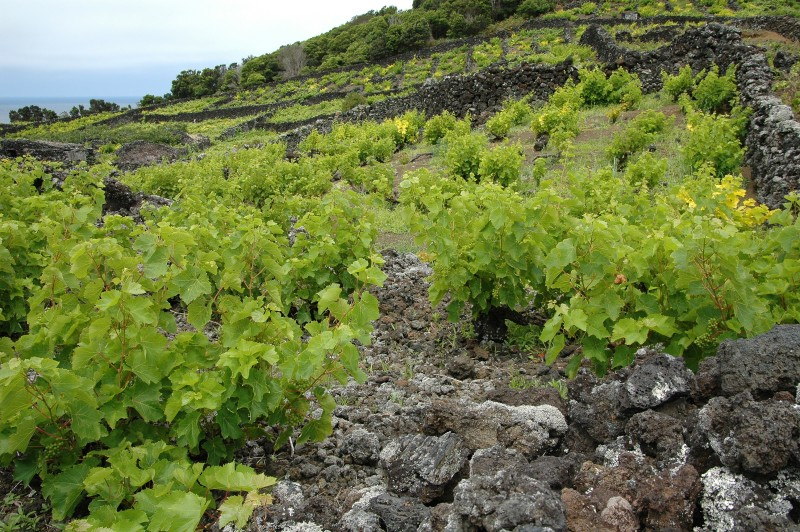
Paysage viticole sur l'île du Pico aux Açores (Portugal).

- Les Açores, en particulier sur l'île du Pico, une des îles de l'archipel dont le paysage viticole est classé depuis 2004 par l'UNESCO au patrimoine mondial de l'humanité[15],[16].
- Madère.

#### Grèce
- Santorin[17].

#### Hongrie
- Tokaj-Hegyalja.

#### Allemagne
- Kaiserstuhl du Pays-de-Bade

#### Autriche
- Vulkanland Steiermark.

#### Chypre
- Commandaria à Chypre[18]

### Océanie

#### Hawaï (États-Unis)
Le vignoble d'Hawaï (en) se répartit sur plusieurs îles de l'archipel.